# Орищенко, Николай Михайлович
Орищенко Николай Михайлович (14 марта 1933, Житомирская область — 26 сентября 1993, Кривой Рог, Днепропетровская область) — советский шахтёр, бригадир проходчиков шахты «Объединённая» Первомайского рудоуправления Министерства чёрной металлургии Украинской ССР. Герой Социалистического Труда (1973).

## Биография
Родился 14 марта 1933 года на территории нынешней Житомирской области. Украинец. Образование среднее.
В 1954 году начал работать проходчиком в рудоуправлении № 1 Восточного ГОКа. В 1966 году перешёл работать на шахту «Объединённая» Первомайского рудоуправления, где начал работать проходчиком, затем — бригадиром проходчиков. 
Указом Президиума Верховного Совета от 29 декабря 1973 года за проявленную трудовую доблесть и достижение выдающихся успехов в выполнении социалистических обязательств, принятых на 1973 год, Орищенко Николаю Михайловичу присвоено звание Героя Социалистического Труда с вручением ордена Ленина и золотой медали «Серп и Молот».
Новатор производства, победитель соревнований — несколько лет становился победителем социалистического соревнования в районе и области, ударник пятилеток, инициатор трудовых починов, периодически перевыполнял производственные планы. Был наставником молодёжи, имел производственную школу передового опыта, воспитал несколько поколения горняков.
Работал на шахте «Объединённая» Первомайского рудоуправления до 1992 года, в последние годы работал слесарем.
Умер 26 сентября 1993 года в Кривом Роге. 

## Награды
- Медаль «Серп и Молот» (№ 13299 от 29.12.1973);
- дважды орден Ленина (30.03.1971; № 421986 от 29.12.1973);
- медаль «За трудовое отличие» (07.03.1962);
- знак «Шахтёрская слава» 3-й степени;
- Почётный горняк СССР.

## Память
- Имя на Стеле Героев в Кривом Роге.